# Affaire Jacques Gaimard
Pour un article plus général, voir Abus sexuels sur mineurs dans l'Église catholique en France.
L'Affaire Jacques Gaimard est une affaire judiciaire mettant en cause le prêtre français Jacques Gaimard. Coupable d'agressions sexuelles sur un mineur, il est condamné, en 2013, à deux ans de prison avec sursis et à verser à la victime 15 000 euros de dommages et intérêts. 

## Historique
En mars 2010, le prêtre Jacques Gaimard, responsable de l'antenne de Haute-Normandie de Radio chrétienne francophone (RCF), est mis en examen à la suite d'une plainte pour « agressions sexuelles sur un mineur de moins de quinze ans par personne ayant autorité ». Il reconnait ses agressions commises en 1992 et 1993. Il est suspendu par l'archevêque de Rouen, Jean-Charles Descubes, dans l'attente des résultats de l'enquête.
Les agressions se sont produites dans la commune du Trait, mais aussi lors de déplacements en Norvège et au Danemark. La victime, âgé de 13 ans à l'époque des agressions sexuelles, a eu l'« impression d’être une proie ». Orphelin de père il voyait dans le prêtre « une figure paternelle ». Il dénonce Jacques Gaimard en février 2009.
Lors du procès Jacques Gaimard reconnait d'autres agressions sexuelles concernant au moins trois jeunes. Mais ces faits sont prescrits. Le 6 juin 2013, Jacques Gaimard est condamné à deux ans de prison avec sursis. De plus, il doit verser à la victime, non présente au procès, 15 000 euros de dommages et intérêts.

## Affaires connexes
Lors de l'enquête concernant Jacques Gaimard, il est découvert au domicile d'un autre prêtre, Philippe Richir curé de la paroisse de Canteleu et responsable du département audiovisuel du service diocésain de la catéchèse, des images pédopornographiques. Il est suspendu par l'archevêque de Rouen, Jean-Charles Descubes, dans l'attente des résultats de l'enquête. Philippe Richir est en « congé d'études » de 2010 à 2012 puis réaffecté dans deux autres paroisses jusqu'en 2017,
Jean-Charles Descubes suspend également Jean-Marie Lemercier, curé des paroisses Saint-Sever et Saint-Clément de Rouen, mis en examen le 11 juin 2010 pour « agressions sexuelles sur mineur de 15 ans ». Jean-Marie Lemercier sera condamné, en 2013, à 18 mois de prison avec sursis .